# Faujasita-Na
La faujasita-Na és un mineral de la classe dels silicats. Rep el nom de Barthelemy Faujas de Saint Fond (Montélimar, 17 de maig de 1741 - Saint-Fond, 18 de juliol de 1819), geòleg i escriptor francès de l'origen dels volcans.

## Característiques
La faujasita-Na és un silicat de fórmula química (Na₂,Ca,Mg)3.5[Al₇Si17O48]·32H₂O. Cristal·litza en el sistema isomètric. La seva duresa a l'escala de Mohs és 5.
Segons la classificació de Nickel-Strunz, la faujasita-Na pertany a «02.GD: Tectosilicats amb H₂O zeolítica; cadenes de 6-enllaços – zeolites tabulars» juntament amb els següents minerals: gmelinita-Ca, gmelinita-K, gmelinita-Na, willhendersonita, cabazita-Ca, cabazita-K, cabazita-Na, cabazita-Sr, cabazita-Mg, levyna-Ca, levyna-Na, bellbergita, erionita-Ca, erionita-K, erionita-Na, offretita, wenkita, faujasita-Ca, faujasita-Mg, maricopaïta, mordenita, dachiardita-Ca, dachiardita-Na, epistilbita, ferrierita-K, ferrierita-Mg, ferrierita-Na i bikitaïta.

## Formació i jaciments
Va ser descoberta a les pedreres de Limberg, a la localitat de Sasbach am Kaiserstuhl (Baden-Württemberg, Alemanya). També ha estat descrita a França, Espanya, Itàlia, Jordània, els Estats Units i el Canadà.